# Josias Braun-Blanquet
Josias Braun-Blanquet (Josias Braun) (3 de agosto de 1884, Coira - 20 de septiembre de 1980, Montpellier), fue un botánico, geobotánico y fitosociólogo suizo.

## Biografía
Desarrolló una estructura del método y de la enseñanza, que combina los principios existentes en el arreglo y clasificación de la existencia de la planta.
El "principio de la sistemática de la Biocoenosis (comunidad ecológica) se aplica a los fundamentos de la florística". Los términos dominantes son una clase de carácter, clase de diferencial y admisión de la vegetación.
En 1906 abandonó Suiza y se estableció en Montpellier (Francia), donde conoció a la que sería su esposa, Gabrielle Blanquet, cuyo apellido unió al suyo.
Una aportación importante, que podemos considerar preliminar, fue la creación en 1927, en Montpellier, de la Station Internationale de Géobotanique Méditerranéenne et Alpine (SIGMA). Braun-Blanquet trabajó en la descripción y la interpretación de la cobertura vegetal, y creó la "fitosociología" BRAUN-BLANQUET, J., (1979), Fitosociología. Bases para el estudio de las comunidades vegetales. Madrid, Blume, 820.
Su obra principal, Prodrome des groupements végétaux (Pródromo de las agrupaciones vegetales) en 7 volúmenes, siguió unos años más tarde, de 1934 a 1940, y es considerada como la "Biblia" de los Fitosociólogos y está aún utilizada hoy día por una mayoría de botánicos para describir las asociaciones naturales de vegetales.
Se interesó también por la vegetación de la península ibérica y publicó, solo o en colaboración con Oriol de Bolòs i Capdevila, un cierto número de estudios, en particular sobre la flora del Valle del Ebro.

## Obra
- L'Origine et le développement des flores dans le Massif central de France, avec aperçu sur les migrations des flores dans l'Europe sud-occidentale (imprimerie A. Rey, Lyon; Léon Lhomme, Paris; Beer et Cie, éditeurs, Schlüsselgasse, Zúrich, 1923)

- Études phytosociologiques en Auvergne (imprenta de G. Mont-Louis, Clermont-Ferrand, 1926)

- Con G. Tallon y Stjepan Horvati (1899-1975), Comité international du Prodrome phytosociologique. Prodrome des groupements végétaux. ″Prodromus der Pflanzengesellschaften″. Fasc. 1. ″Ammophiletalia″ et ″Salicornietalia″ méditerranéen (Mari-Lavit, Montpellier, 1934)

- Helmut Meier, Comité international du Prodome phytosociologique. Prodrome des groupements végétaux. ″Prodomus der Pflanzengesellschaften″. Fasc. 2. Classe des asplenietales rupestres, groupements rupicoles (Mari-Lavit, Montpellier, 1934)

- La Forêt d'yeuse languedocienne (Quercion illicis), monographie phytosociologique (Mari-Lavit, Montpellier, 1936)

- Con Wacław Gajewski (1911-1977) M. Wraber, J. Walas Comité international du Prodrome phytosociologique. Prodrome des groupements végétaux. ″Prodromus der Pflanzengesellschaften″. Fasc. 3. Classe des ″Rudereto secalinetales″, groupements messicoles, culturaux et nitrophiles-rudérales du cercle de végétation méditerranéen (Mari-Lavit, Montpellier, 1936)

- Con M. Moor Comité international du Prodrome phytosociologique. Prodromus der Pflanzengesellschaften. ″Prodrome des groupements végétaux″. Fasz. 5. Verband des ″Bromion erecti″ (1938)

- Con J. Vlieger et G. Sissingh Comité international du Prodrome phytosociologique. ″Podromus der Pflanzengesellschaften″. Prodrome des groupements végétaux. ″Fasz. 6. Klasse der Vaccinio-Piceetea, Nadelholz-und Vaccinienheiden (1939)

- Con René Molinier (1899-1975) & H. Wagner Comité international du prodrome phytosociologique. Prodrome des groupements végétaux. Prodomus der Pflanzengesellschaften. Fasc. 7. Classe cisto-lavanduletea (landes siliceuses à cistes et lavandes) (Estación internacional de geobotánica mediterránea y alpina, Montpellier, 1940)

- 1. La Station internat. de géobotanique méditerranéenne et alpine en 1941-43. 2. Sur l'importance pratique d'une carte détaillée des associations végétales de la France (Imprenta de la Charité, Montpellier, 1944)

- Con R. Molinier, Marie Louis Emberger (1897-1969) Instructions pour l'établissement de la carte des groupements végétaux (Centre national de la recherche scientifique, 1947)

- La Végétation alpine des Pyrénées Orientales, étude de phyto-sociologie comparée (Monografías de la Estación de Estudios Pirenaicos y del Instituto Español de Edafología, Ecología y Fisiología Vegetal, 9 (Bot. 1). Consejo Superior de Investigaciones Científicas, Barcelona, 1948)

- La Végétation de l'étage alpin des Pyrénées orientales comparée à celle des Alpes (Monografías del Instituto de Estudios Pirenaicos, 29. Botánica 5. Consejo Superior de Investigaciones Científicas. Zaragoza, 1950)

- Les Groupements végétaux de la France méditerranéenne (imprimerie de Macabet frères, Vaison-la-Romaine, 1952)

- Pflanzensoziologie : Grundzüge der Vegetationskunde (Springer, Viena, 1964)

- Fitosociología. Bases para el estudio de las comunidades vegetales edición en castell de Pflanzensoziologie : Grundzüge der Vegetationskunde (Blume, Madrid, 1979)

- Las comunidades vegetales de la depresión del Ebro y su dinamismo, con Oriol de Bolòs (Ayuntamiento de Zaragoza, 1987)

## Honores
- 1974: medalla linneana

### Eponimia
- 1977 se lo honra designando el "Premio Braun-Blanquet, que donó. El premio se concede cada dos años a un observador.
- La abreviatura «Braun-Blanq.» se emplea para indicar a Josias Braun-Blanquet como autoridad en la descripción y clasificación científica de los vegetales.[2]No debe utilizase una antigua abreviatura J.Braun